# Pečeneški jezik
Pečeneški jezik (ISO 639-3: xpc) je izumrli turkijski jezik uže pontsko-kaspijske skupine, koji se od 7-12 stoljeća govorio u južnoj Rusiji i Mađarskoj.
Njime su govorili Pečenezi iz istočne Europe. 
Bio je sličan kumanskom jeziku. 
Izumro je u 12. stoljeću.

## Vanjske poveznice
- The Pecheneg Language  Arhivirana inačica izvorne stranice od 23. rujna 2008. (Wayback Machine)